# Альберт Доссенбах
Альберт Доссенбах (нім. Albert Dossenbach; 5 червня 1891, Занкт-Блазієн, Німецька імперія — 3 липня 1917, Іпр, Бельгія) — німецький льотчик-ас, лейтенант Імперської армії (27 січня 1915). Кавалер ордена  Pour le Mérite.

## Біографія
Син власника заїжджого двору. Після закінчення гімназії вивчав медицину у різних університетах. У цей час вступив до студентського товариства «Алеманія». Склавши в Єні іспити, 1 квітня 1914 року був призваний в 90-й стрілецький полк. Учасник Першої світової війни. Незважаючи на те, що Доссенбах мав медичну освіту і проходив практику у шпиталях, він спеціально клопотав про те, щоб брати участь у військових діях як простий солдат.
На початку 1916 року подав рапорт про переведення в авіацію. Після закінчення навчання у Позені та Кельні був направлений у 22-й льотний дивізіон. Літав на розвідниках Albatros C.III, його спостерігачем був оберлейтенант Ганс Шіллінг. За цей час здобув вісім офіційно визнаних перемог. Восьма ціль підбила літак Доссенбаха, якому, проте, вдалося здійснити посадку, розбивши при цьому літак і зазнавши невеликих опіків. Після закінчення лікування Доссенбах повернувся на Західний фронт. Наприкінці грудня 1916 року загинув його спостерігач Шиллінг під час бою. 9 лютого 1917 року переведений в 2-гу винищувальну ескадрилью, де пройшов підготовку винищувача. 22 лютого 1917 року прийняв командування над 36-ю винищувальною ескадрильєю. 2 травня 1917 року поранений під час бомбардування аеродрому. 21 червня 1917 року повернувся в дію, прийнявши командування над 10-ю винищувальною ескадрильєю. Загинув у бою: його збив британський ас капітан Лоренс Майнот. Достовірно невідомо, чи вистрибнув чи випав Доссенбах зі свого палаючого літака: Його тіло знайдено на деякій відстані від уламків літака. 11 липня 1917 року Доссенбаха поховали на військовому цвинтарі у Фрайбурзі.
Всього за час бойових дій здобув 15 перемог (включаючи 1 аеростат), ще одна перемога залишилась непідтвердженою.

## Нагороди
- Залізний хрест
  - 2-го класу (1914) — за те, що виніс з-під вогню пораненого командира в бою під Льєжем.
  - 1-го класу (20 вересня 1914)
- Нагрудний знак військового пілота (Баварія)
- Орден Церінгенського лева, лицарський хрест 2-го класу з мечами
- Королівський орден дому Гогенцоллернів, лицарський хрест з мечами (21 жовтня 1916)
- Pour le Mérite (11 листопада 1916) — перший кавалер серед пілотів двомісних машин.
- Орден Військових заслуг Карла Фрідріха, лицарський хрест (9 грудня 1916)